# San Giovanni Bosco in via Tuscolana
San Giovanni Bosco in via Tuscolana ist eine römisch-katholische Titeldiakonie in Rom, verbunden mit der Basilica di San Giovanni Bosco. 
Die Titeldiakonie wurde 1965 durch Papst Paul VI. errichtet.

## Bisherige Titelträger
- Federico Callori di Vignale (1965–1971)
- Stepán Trochta SDB (1973–1974)
- Bolesław Filipiak (1976–1978)
- Egano Righi-Lambertini (1979–1989)
- Virgilio Noè (1991–2002)
- Stephen Fumio Hamao (2003–2007)
- vakant (2007–2010)
- Robert Sarah (seit 2010), Kardinalpriester pro hac vice ab 2021